# Tupu (Einheit)
Das Tupu, auch Topo, war ein Längen- und Flächenmaß in Tawantinsuyu, dem Reich der Inka.

## Längenmaß
- 1 Tupu ≈ 7,5 Kilometer

## Flächenmaß
- 1 Tupu ≈ 0,5 Hektar

Das Flächenmaß wird auf etwa 1 ½ Fanega geschätzt. Als zutreffende Fanega de tierra wird die spanische angenommen. Ihre Größe betrug zu dieser Zeit etwa 64 Ar. 
Es gibt aber auch einen anderen Ansatz zur Größenbestimmung, der ein Tupu mit 96 Ar annimmt. Allerdings schwankt dieser Wert auch. Rechnerisch mit dem Ausgangswert von 2,4 Acres (amerik.) zu 40,47 Ar oder etwa mehr als 97 Ar, ist er nur wenig größer und würde nachstehende besonderer Bedeutung des Maßes Tupu erklären.
Ein verheirateter Mann ohne Kinder konnte sein Flächenbesitz um 96 Ar, mit jedem männlichen Kind um ein Tupu und für jedes weibliche Kind um ein halbes Tupu vergrößern.